# العلاقات اليابانية اللوكسمبورغية
العلاقات اليابانية اللوكسمبورغية هي العلاقات الثنائية التي تجمع بين اليابان ولوكسمبورغ.

## مقارنة بين البلدين
هذه مقارنة عامة ومرجعية للدولتين:
| وجه المقارنة                                              | اليابان         | لوكسمبورغ                                                     |
| --------------------------------------------------------- | --------------- | ------------------------------------------------------------- |
| المساحة (كم2)                                             | 377.97 ألف      | 2.59 ألف                                                      |
| عدد السكان (نسمة)                                         | 126.79 مليون    | 599.45 ألف                                                    |
| الكثافة السكانية (ن./كم²)                                 | 335.45          | 231.45                                                        |
| العاصمة                                                   | طوكيو           | لوكسمبورغ                                                     |
| اللغة الرسمية                                             | اللغة اليابانية | اللغة اللوكسمبورغية، لغة فرنسية، اللغة الألمانية              |
| العملة                                                    | ين ياباني       | يورو، فرنك لوكسمبورغ                                          |
| الناتج المحلي الإجمالي (بليون دولار)                      | 4.87 تريليون    | 62.40 مليار                                                   |
| الناتج المحلي الإجمالي (تعادل القوة الشرائية) بليون دولار | 5.18 تريليون    | 58.13 مليار                                                   |
| الناتج المحلي الإجمالي الاسمي للفرد دولار أمريكي          | 34.52 ألف       | 101.45 ألف                                                    |
| الناتج المحلي الإجمالي للفرد دولار أمريكي                 | 36.62 ألف       | 101.93 ألف                                                    |
| مؤشر التنمية البشرية                                      | 0.903           | 0.892                                                         |
| رمز المكالمات الدولي                                      | +81             | +352                                                          |
| رمز الإنترنت                                              | .jp             | .lu                                                           |
| المنطقة الزمنية                                           | توقيت اليابان   | توقيت وسط أوروبا، ت ع م+01:00، ت ع م+02:00، أوروبا/لوكسمبورج ‏ |

## منظمات دولية مشتركة
يشترك البلدان في عضوية مجموعة من المنظمات الدولية، منها:
| علم المنظمة | اسم المنظمة                               | تاريخ انضمام اليابان | تاريخ انضمام لوكسمبورغ |
| ----------- | ----------------------------------------- | -------------------- | ---------------------- |
|             | منظمة التعاون الاقتصادي والتنمية          | ?                    | ?                      |
|             | منظمة التجارة العالمية                    | ?                    | ?                      |
|             | الاتحاد البريدي العالمي                   | ?                    | ?                      |
|             | الوكالة الدولية للطاقة                    | ?                    | ?                      |
|             | مجموعة الموردين النوويين                  | ?                    | ?                      |
|             | يونسكو                                    | 2 يوليو 1951         | 27 أكتوبر 1947         |
|             | الفريق المعني برصد الأرض                  | ?                    | ?                      |
|             | مؤسسة التمويل الدولية                     | 20 يوليو 1956        | 4 أكتوبر 1956          |
|             | المركز الدولي لتسوية المنازعات الاستشارية | 16 سبتمبر 1967       | 29 أغسطس 1970          |
|             | بنك التنمية الآسيوي                       | 1966                 | 2003                   |
|             | منظمة حظر الأسلحة الكيميائية              | ?                    | ?                      |
|             | مؤسسة التنمية الدولية                     | 27 ديسمبر 1960       | 4 يونيو 1964           |
|             | مجموعة أستراليا                           | 1985                 | 1985                   |
|             | نظام تحكم تكنولوجيا القذائف               | 1987                 | 1990                   |
|             | وكالة ضمان الاستثمار متعدد الأطراف        | 12 أبريل 1988        | 29 أغسطس 1991          |
|             | الاتحاد الدولي للاتصالات                  | 29 يناير 1879        | 2 مارس 1866            |
|             | منظمة الشرطة الجنائية الدولية             | ?                    | ?                      |
|             | الأمم المتحدة                             | 18 ديسمبر 1956       | 24 أكتوبر 1945         |
|             | البنك الدولي للإنشاء والتعمير             | 13 أغسطس 1952        | 27 ديسمبر 1945         |
|             | البنك الإفريقي للتنمية                    | ?                    | ?                      |

## وصلات خارجية
- موقع وزارة الخارجية اليابانية
- موقع وزارة الخارجية اللوكسمبورغية